# Kristrún Frostadóttir
Kristrún Mjöll Frostadóttir, née le 5 décembre 1988 à Reykjavik, est une femme politique et économiste islandaise, Première ministre d'Islande depuis le 21 décembre 2024.
Elle est la présidente de l'Alliance, depuis le 28 octobre 2022. Elle est désignée comme chef du gouvernement d'Islande à la suite des élections législatives de 2024. Après trois semaines de négociations, elle parvient à former un gouvernement de coalition et exerce ses fonctions à partir du 21 décembre 2024. Elle est le plus jeune Premier ministre de l'histoire de l'Islande, âgée de 36 ans à la date de sa prise de fonction.

## Biographie

### Premières années
Kristrún Mjöll Frostadóttir nait le 5 décembre 1988 à Reykjavik. Ses parents se rencontrent en Suède, alors qu'ils étudient à l'université d'Uppsala - son père est ethnologue et sa mère docteure. Elle passe son enfance en Islande, où elle étudie ensuite au lycée local. En 2011, elle sort diplômée d'une licence d'économie à l'université d'Islande puis poursuit ses études dans la finance aux États-Unis, à l'université de Boston puis à Yale, grâce à une bourse. Elle obtient un master d'économie à Boston en 2014. Elle se spécialise en politique économique et en finance internationale. Dans sa jeunesse, elle est peu engagée politiquement.

### Carrière dans la finance
Kristrún Frostadóttir travaille ensuite comme économiste dans la banque islandaise Kvika, en plus de son poste de chargée de cours. Elle est aussi employée par Morgan Stanley en 2015, puis rejoint leurs bureaux de Londres en 2016. Elle est enfin engagée par la Chambre de commerce islandaise en tant qu'économiste en chef.
Entre 2018 et 2020, elle est maîtresse de conférence à la faculté d'économie de l'université d'Islande.

### Carrière politique
Lors des élections législatives de 2021, elle est élue représentante de l'Althing dans la circonscription de Reykjavik Sud.
Le 28 octobre 2022, Kristrún Frostadóttir devient la présidente de l'Alliance, un parti social-démocrate et europhile. Sous sa direction, celui-ci est redressé et augmente en popularité. Alors qu'il n'a obtenu que 9,9 % des voix aux élections législatives de 2021, il est crédité de 30 % en février 2024, en vue des prochaines élections. 
Pour mener à bien son projet, elle construit des partenariats avec les syndicats, qui sont considérés comme des interlocuteurs privilégiés car « les plus proches des gens et des employeurs ».
L'Alliance termine finalement en tête des élections législatives avec 20,75 % des voix et, le 3 décembre, Kristrún Frostadóttir est chargée par la présidente Halla Tómasdóttir de former le nouveau gouvernement. Après trois semaines de négociations, elle parvient à former un gouvernement de coalition avec le Parti de la réforme et le Parti du peuple.

### Première ministre d'Islande
Kristrún Frostadóttir est officiellement investie Première ministre d'Islande le 21 décembre 2024. Elle est la plus jeune Première ministre de l'histoire de l'Islande, âgée de 36 ans à la date de sa prise de fonction, et la troisième femme à exercer cette fonction, après Jóhanna Sigurðardóttir et Katrín Jakobsdóttir.

## Vie privée
Elle est mariée à un analyste commercial et est mère de deux enfants.